# Parodontitida
Parodontitida (parodontóza, paradentóza, paradontóza) je zánětlivé onemocnění závěsného aparátu zubů čili parodontu (lat. parodontium). Parodont je tvořen dásní (gingiva), ozubicí (periodontium), cementem (cementum) a alveolárním výběžkem (proccessus alveolaris maxilae, pars alveolaris mandibulae). Příčinou zánětu je působení mikroorganismů, jejichž množení je podporováno zubním plakem a zubním kamenem. Onemocnění může skončit ztrátou zubů.
Slovo „parodontitida“ je složeno z řecké předpony para- a z latinského dens nebo řeckého odous (genitiv odontus), obojí „zub“. V minulosti byla běžnější řeckolatinská podoba slova „paradentóza“, dnes se v odborném užití dává přednost řecké, odvozené z názvu orgánu, parodontu.

## Názvosloví
Parodontóza je označení chronického onemocnění parodontu. V řadě příznaků je parodontóza podobná parodontitidě, v klinickém nálezu však chybí zánět. Podobně jako u parodontitidy se tvoří pravé parodontální choboty, vzniká viklavost a dochází k putování zubů, ale nevyskytuje se zánětlivá exsudace. Chrup přitom bývá čistý, chybějí většinou i zevní dráždivé příčiny. Nezánětlivý charakter a ústup tkání připomínají atrofii parodontu, avšak nejsou přítomny parodontální choboty a zuby zůstávají in situ (v místě, v přirozené poloze).

## Původce nemoci
Je prokázáno, že infekčním agens parodontálního onemocnění a gingivitidy lidí a zvířat je bakterie rodu Treponema. Ústní dutinu člověka obývá více než 75 fylotypů na úrovni druhu patřících do rodu Treponema. Ve Švýcarsku byla v roce 1994 ze zubního plaku odebraného pacientovi s parodontitidou izolována Treponema vincentii. S periodontálním onemocněním je běžně spojována Treponema denticola, dalším patogenem je Treponema medium. Etiologická role jiných orálních bakterií rodu Treponema není zatím jasná.

## Parodontitida – zánět podpůrných tkání zubu (parodontu)
Parodontitida je bakteriální zánět podpůrných tkání zubu – odborně parodontu –, kterému často předchází zánět dásní (gingivitida). Nejprve začíná krvácením z dásní, později se tvoří parodontální choboty, obnažují se zubní krčky, dásně ustupují, zuby mění své umístění (rozestup a výklon), viklají se; dásně někdy bolí a otékají. Organismus reaguje na infekci vytvářením látek způsobujících destrukci vaziva přiléhajícího k zubu a rozkladem kostěného lůžka zubu. Následkem tohoto stavu je postupné uvolňování zubů, které může vyústit až v jejich ztrátu. Nebezpečí parodontitidy spočívá v tom, že její průběh bývá obvykle bezbolestný a počátek výraznější bolesti již signalizuje vznik abscesu.
Parodontitida se vyskytuje především ve středním a vyšším věku, u kuřáků čtyřikrát až sedmkrát častěji. Kouření navíc snižuje obranyschopnost organismu proti bakteriím. Na rozdíl od zánětu dásní (gingivitida) způsobuje parodontitida trvalé poškození. Regenerace porušeného vaziva je možná pouze v některých méně závažných případech. Ovšem důsledná hygiena dutiny ústní, příp. správná léčba může zlepšit zdraví dásní a zabránit přechodu onemocnění do pokročilejšího stadia.

## Příznaky parodontitidy
Parodontitida se projevuje především ustupujícími dásněmi, jejich krvácením a zápachem z úst. V pokročilém stadiu se již zuby viklají a uvolňují následkem porušeného vaziva v okolí zubu. Konečným stadiem je ztráta zubů. Mnoho lidí však žádné příznaky nezaznamená. Zubní lékař onemocnění odhalí pečlivým vyšetřením dásní speciální sondou nebo provede rentgenový snímek, na kterém je úbytek kosti zubního lůžka patrný.

## Léčba parodontitidy
Léčbou parodontitidy se zabývá obor zvaný paradontologie. Usiluje o zachování a léčbu tkání zajišťujících zakotvení zubu.
Existují tři stadia závažnosti parodontitidy:
1. Mírné stadium – léčba spočívá ve speciální technice čištění zubů a v odstraňování plaku a zubního kamene usazeného na povrchu korunky zubu a mírně pod úrovní dásně. Na takto ošetřeném povrchu zubů bakterie nemohou ulpívat.
2. Střední stadium – vyžaduje odstranění naddásňového a poddásňového zubního kamene. Lékař rozhodne o případné chirurgické léčbě, která zahrnuje obnovení tvaru dásně, nebo se přikloní k regenerační metodě obnovení ztráty kosti.
3. Kritické stadium – chirurgická léčba a mnohdy i ztráta zubů je nevyhnutelná.[4]

Stadia parodontitidy

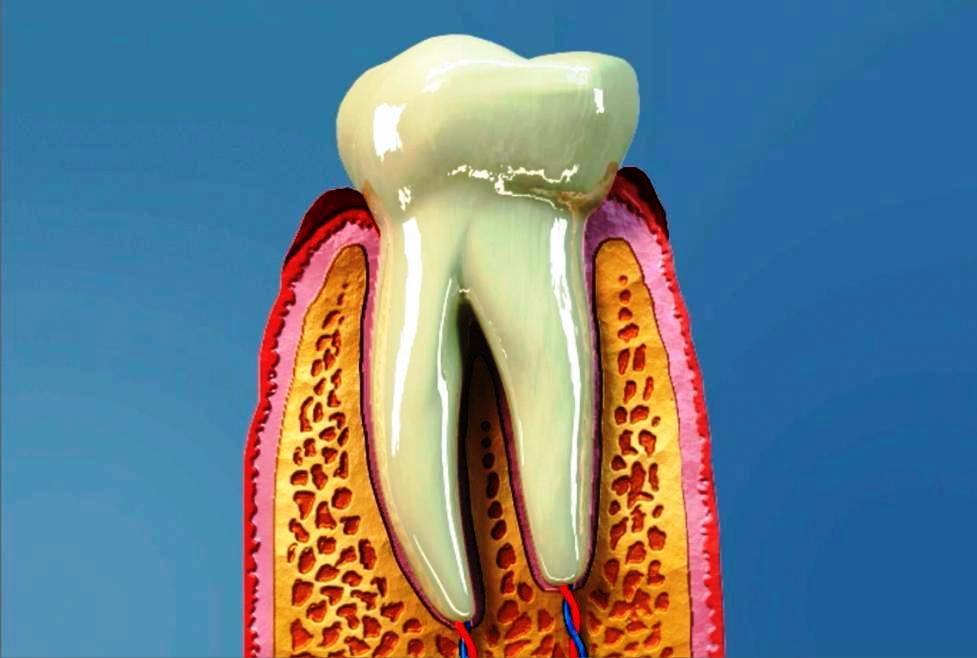
zdravá dáseň
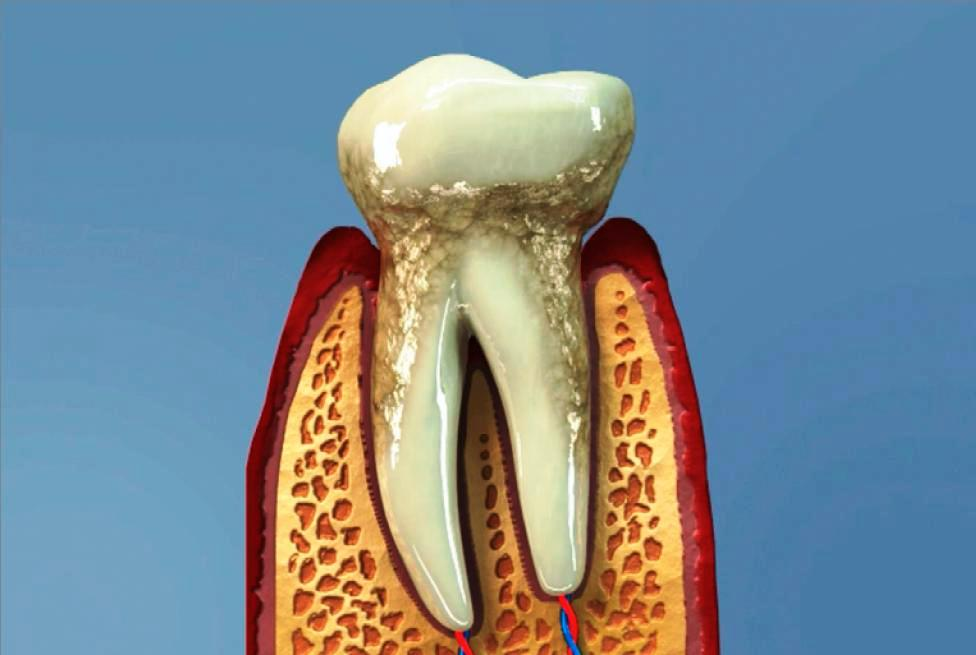
mírné stadium
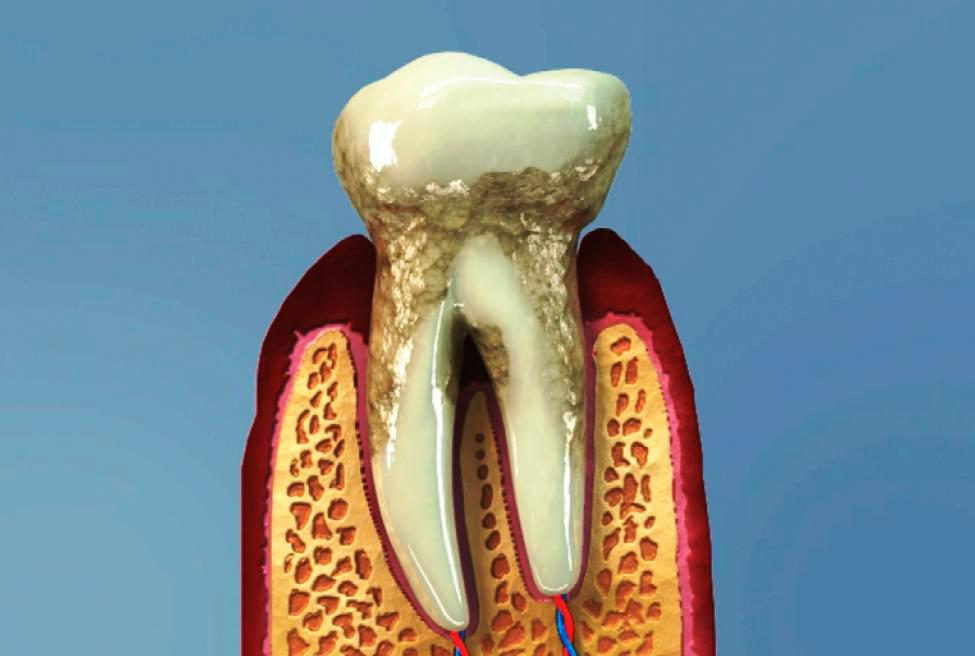
střední stadium
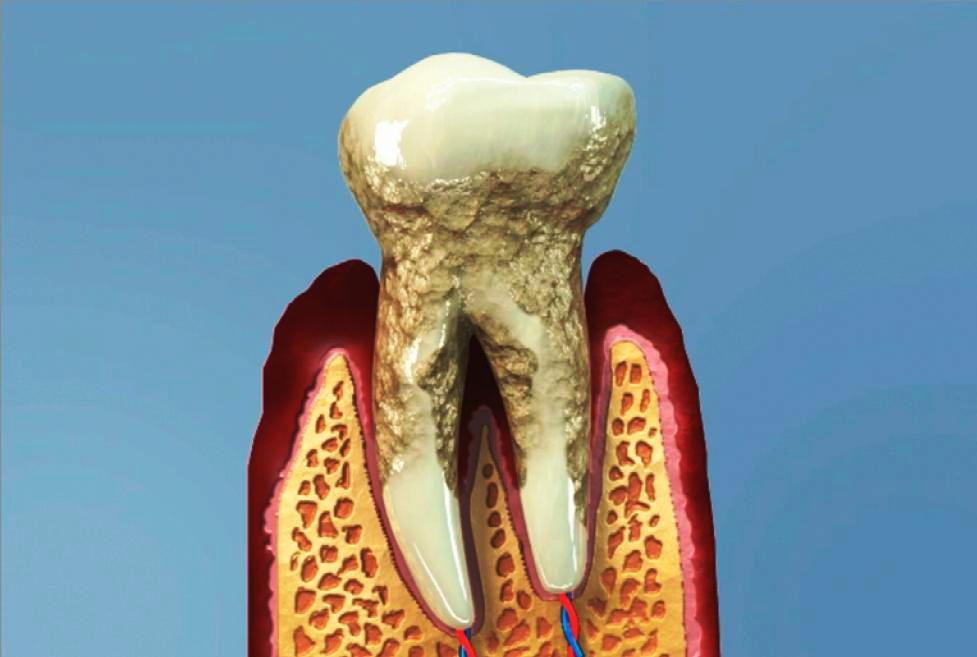
kritické stadium

### Závažné stavy
Při středně těžkých a těžších stavech se kromě chirurgické léčby užívá i léčba antibiotiky, případně se léčby kombinují.

## Prevence
Zabránit vzniku parodontitidy nebo ji v raném stadiu léčit je možné pouze pravidelnou a správnou technikou ústní hygieny. Léčba se provádí pomocí léčiv, jako jsou speciální zubní pasty, ústní vody nebo masážní roztoky. Profesionální ústní hygienu v ordinaci zubního lékaře nebo u dentální hygienistky je vhodné podstoupit každých šest měsíců.

## Zajímavosti
Studie, jejímž cílem bylo určit bakteriální diverzitu v lidském subgingiválním plaku, uvádí, že převládající subgingivální mikrobiální komunita sestávala z 347 druhů nebo fylotypů, které spadají do devíti bakteriálních kmenů, resp. ze 415 druhů. Spolu s organismy nacházejícími se jinde na povrchu v dutině ústní (tvář, jazyk, zuby) činil odhad 500 druhů bakterií.